# Kvalspelet till världsmästerskapet i fotboll 1998
Kvalspelet till världsmästerskapet i fotboll 1998 involverade totalt 174 lag som tävlade om 32 platser. Frankrike fick en plats som värd för mästerskapet och Brasilien fick en plats som regerande mästare. Det fanns därmed 30 platser kvar att spela om för de andra lagen.

## Afrikanska VM-kvalet (CAF)
Följande lag gick vidare till VM-slutspelet:
- Nigeria
- Tunisien
- Sydafrika
- Kamerun
- Marocko

## Asiatiska VM-kvalet (AFC)
Följande lag gick vidare till VM-slutspelet:
- Saudiarabien
- Sydkorea
- Japan
- Iran

Iran gick vidare till kval mot segraren i det oceaniska kvalet, Australien, ett kval som vanns av Iran som därmed kvalificerade sig för VM-slutspelet.

## Nord-/centralamerikanska och karibiska VM-kvalet (CONCACAF)
Följande lag gick vidare till VM-slutspelet:
- Mexiko
- USA
- Jamaica

## Europeiska VM-kvalet (Uefa)
Följande lag gick vidare till VM-slutspelet:
Gruppsegrare
- Danmark
- England
- Norge
- Österrike
- Bulgarien
- Spanien
- Nederländerna
- Rumänien
- Tyskland

Bästa grupptvåa
- Skottland

Playoff mellan övriga grupptvåor
- Kroatien
- Italien
- Belgien
- FR Jugoslavien

## Oceaniska VM-kvalet (OFC)
Australien vann det oceaniska kvalet och gick vidare till kval mot Iran i den asiatiska gruppen, ett kval som vanns av Iran som därmed kvalificerade sig för VM-slutspelet.

## Sydamerikanska VM-kvalet (CONMEBOL)
Följande lag gick vidare till VM-slutspelet:
- Argentina
- Paraguay
- Colombia
- Chile